# 郭知运
郭知运（？—721年），字逢时，唐朝将领。瓜州常乐（在今甘肃瓜州县）人。唐玄宗时期西北大将，官至陇右节度大使，领军与突厥、吐蕃、西域诸胡作战，战功赫赫，甚为西北蕃夷所惮，与王君㚟被时人称为王、郭二勇将。以功封太原郡公。
祖父郭才，朝议郎、行瓜州常乐县令，父郭师，朝散大夫、赠伊州刺史。初为秦州三度府果毅都尉，以战功累除左骁卫中郎将、瀚海军经略使，又转检校伊州刺史，兼伊吾军使。
开元二年（714年）春，突厥可汗默啜派遣其子移涅可汗及同俄特勤率精骑围攻唐朝北庭都护府，北庭都护郭虔瓘与副手郭知运率众固守。同俄特勤单骑亲临城下指挥作战，郭虔瓘派勇士埋伏于路左，突然发动，斩杀同俄特勤，突厥军见首领被杀，三军恸哭，便引兵撤退。战后郭虔瓘以功进封太原郡开国公，郭知运封介休县开国公，加云麾将军，擢拜右武卫将军。
同年七月秋，吐蕃大将坌达延、乞力徐等率众十万入寇陇右临洮军（在狄道县，今甘肃临洮县），又游寇兰州、渭州之渭源县，掠夺唐军所牧养的战马后离去。唐朝中央下令郭知运领军追击，同时起复被贬职的薛讷摄左羽林将军，为陇右防御使，率郭知运、杜宾客、王晙、安思顺等将领与吐蕃作战。十月，在渭州西界武阶驿（又称武阶谷），唐军先锋丰安军使王海宾遇敌交战，击溃吐蕃，取得大胜，而唐军主帅薛讷乘势发起总攻，与大仆少卿王晙掎角夹攻吐蕃，吐蕃大败溃逃。唐军追击至洮水，又与吐蕃战于长城堡，先锋王海宾寡不敌众，战死沙场，唐军主力又乘势进击，击败吐蕃。此战唐军斩首一万七十级，吐蕃死伤惨重，洮水为之不流，大将六指乡弥洪被俘，获马七万五千匹（包括被掠走的唐军战马），牛羊四万头。郭知运进封太原郡公，仍兼临洮军使。不久升任鄯州都督、陇右诸军节度大使。
开元四年（716年）冬，唐朝安置在河曲的突厥降户首领阿悉烂、夹跌思太等率众反叛，想要返回突厥故地，向南到达单于都护府，单于副都护张知运与降户战于青刚岭，张知运兵败被擒。唐朝中央下诏令朔方大总管薛讷领兵征讨，突厥降户走至绥州地界时，又令郭知运领朔方兵马截击。郭知运在绥州大斌县（在今陕西榆林市子洲县）黑山呼延谷截住并击溃突厥，突厥溃散。
开元六年（718年），郭知运率兵攻入吐蕃，到达九曲（位于青海省兴海县与贵南县交界处的黄河上），获得铠甲马羊牦牛等数以万计。唐朝将郭知运上交的战利品赐给京城文武五品已上的清官及朝集使，并拜知运为兼鸿胪卿、摄御史中丞。
开元九年（721年）四月，兰池州的胡人显首（粟特人）乘着当地胡人苦于赋税和徭役，伪称自己是叶护康待宾，引诱各族胡人反抗唐朝统治，占领了长泉县，又攻陷兰池等六胡州。以此拥众7万，进逼夏州（今甘肃灵武附近）。叛胡又与党项连结，攻打银城、连谷，以图占据粮仓。唐朝中央以兵部尚书王晙为朔方道行军大总管，天兴军节度大使、检校并州长史、燕国公张说相与经略军务，太仆卿王毛仲为朔方道防御讨捕大使，率郭知运等陇右诸军及河东回纥九姓进行征讨。七月，王晙军大破兰池州康待宾军，杀三万五千骑，生擒康待宾。张说统帅河东九姓马步万人出合河关，攻击围攻银城的叛胡与党项联军，并大破之。七月辛酉，唐玄宗在京城召集各族部落酋长，腰斩了康待宾。郭知运以功拜左武卫大将军，授一子官，赐金银器百事、杂彩千段。同年卒于军中，追赠凉州都督，赐米粟五百斛、绢帛五百段，仍令中书令张说为他撰写墓碑文。
郭知运有十子：郭英杰、郭英奇、郭英协、郭英彦、郭英乂、郭英幹等。

## 延伸阅读
[在维基数据编辑]
 《舊唐書·卷103》，出自刘昫《舊唐書》
 《新唐書·卷133》，出自《新唐書》